# Бернд Діттерт
Бернд Діттерт (нім. Bernd Dittert, 6 лютого 1961) — німецький велогонщик.
Олімпійський чемпіон 1992 року в роздільній командній гонці, бронзовий призер 1988 року в індивідуальній гонці переслідування.